# Hujra Shah Muqeem
Hujra Shah Muqeem (en ourdou : حُجره شاه مُقِيم) est une ville pakistanaise, située dans le district d'Okara, dans le nord de la province du Pendjab. Elle est située dans le tehsil de Dipalpur.
La ville est surtout connu pour abriter un important gurdwārā, dans la ville porte le nom.
La population de la ville a été multipliée par plus de quatre entre 1972 et 2017 selon les recensements officiels, passant de 16 629 habitants à 76 462. Entre 1998 et 2017, la croissance annuelle moyenne s'affiche à 2,5 %, un peu supérieure à la moyenne nationale de 2,4 %. Selon le recensement de 2023, la population de la ville monte à 95 921 habitants.
|            | 1972 (rec.) | 1981 (rec.) | 1998 (rec.) | 2017 (rec.) | 2023 (rec.) |
| ---------- | ----------- | ----------- | ----------- | ----------- | ----------- |
| Population | 16 629      | 24 012      | 47 415      | 76 462      | 95 921      |